# Tschichatschow-Kamm
Der Tschichatschow-Kamm (russisch Хребет Чихачёва) liegt im südöstlichen Altaigebirge am „Dreiländereck“ der Mongolei und der russischen Republiken Altai und Tuwa.
Das Gebirge besitzt eine Längsausdehnung von etwa 100 km. Höchste Erhebung ist der in der Mongolei gelegene 4029 m hohe Turgen Uul. Im Südwesten geht der Gebirgszug in den Sailjugem über. Im Norden schließt sich der Schapschal-Kamm an. Westlich liegt die Tschuja-Steppe.
Das Gebirge besteht aus Sandsteinen, Kalksteinen, kristallinen Schiefern und Quarziten. Der Tschichatschow-Kamm ist nur zu einem geringen Teil vergletschert.
Die Berghänge sind von einer Steppe aus Gräsern und Wermut sowie von steiniger Tundralandschaft bedeckt. Das Gebirge wurde zu Ehren des russischen Forschungsreisenden Pjotr Alexandrowitsch Tschichatschow benannt.